# Batalha de Gembloux
A Batalha de Gembloux ocorreu em Gembloux, perto de Namur nos Países Baixos, entre as forças espanholas lideradas por Dom João de Áustria, Governador-Geral dos Países Baixos Espanhóis, e um exército rebelde composto por soldados holandeses, flamengos, ingleses, escoceses, alemães, franceses e valões sob o comando de Antoine de Goignies, durante a Guerra dos Oitenta Anos.
Em 31 de janeiro de 1578, a cavalaria espanhola comandada pelo sobrinho de João, Dom Alexandre Farnese, Príncipe de Parma, após repelir a cavalaria holandesa, atacou o exército dos holandeses, causando um enorme pânico entre as tropas rebeldes.
 O resultado foi uma vitória esmagadora para as forças espanholas. A batalha acelerou a desintegração da unidade das províncias rebeldes e significou o fim da União de Bruxelas.

## Antecedentes
Depois do Saque de Antuérpia pelos amotinados espanhóis em 4 de novembro de 1576, católicos e protestantes dos Países Baixos assinaram a Pacificação de Gante, para expulsar todas as tropas espanholas. Os Terços espanhóis foram de fato retirados para a Itália em abril de 1577, depois que o novo Governador-Geral dos Países Baixos Espanhóis, o famoso cavaleiro cristão Dom João de Áustria, meio-irmão de Filipe II da Espanha, (vencedor da Batalha de Lepanto), assinou o Édito de 1577.
No entanto, no verão de 1577, Don John (brandindo o lema In hoc signo vici Turcos, in hoc vincam haereticos - "com este sinal conquistei os turcos, com ele vencerei os hereges") começou a planejar uma nova campanha contra os rebeldes holandeses. Eem julho de 1577, ele tomou o Castelo de Namur de surpresa, sem lutar. Essa ação desestabilizou ainda mais a difícil aliança entre católicos e protestantes. A partir de dezembro de 1577, João de Áustria, ainda baseado em Luxemburgo, recebeu reforços do Ducado de Milão: cerca de 9.000 soldados espanhóis endurecidos pela batalha sob Dom Alexandre Farnese, Príncipe de Parma (Duque após a morte de seu pai, Ottavio Farnese, em setembro de 1586), complementado por 4.000 soldados de Lorena sob o comando de Peter Ernst, Conde de Mansfeld, e tropas valonas locais de Luxemburgo e Namur. Em janeiro de 1578, ele tinha entre 17.000 e 20.000 homens à sua disposição.
A União de Bruxelas tinha 25.000 combatentes, mas essas tropas eram mal equipadas e mal lideradas. Acima de tudo, eram muito diversas: holandeses, flamengos, ingleses, escoceses, valões, alemães e franceses, religiosamente variando de católicos convictos a calvinistas zelosos.

## Batalha de Gembloux
Nos últimos dias de janeiro de 1578, o exército dos Países Baixos estava acampado entre Gembloux e Namur, com cerca de 20.000 soldados. O exército estava em péssimo estado, com muitos doentes. Seus líderes, George de Lalaing, Conde de Rennenberg, Philip de Lalaing, Robert de Melun e Valentin de Pardieu, estavam ausentes porque compareceram o casamento do Barão de Beersel e Marguerite de Mérode em Bruxelas. O comando do exército ficou nas mãos de Antoine de Goignies, Senhor de Vendege. Outros comandantes notáveis do exército holandês foram Maximilien de Hénin-Liétard, Conde de Boussu, Guilherme II de Mark, Maarten Schenck van Nydeggen (que após a derrota em Gembloux, alistou-se no Exército de Flandres), Emanuel Philibert de Lalaing, Philip, Conde de Egmont, Charles Philippe de Croÿ, Marquês d'Havré e Henry Balfour.
Quando Antoine de Goignies soube que o exército espanhol se aproximava de Namur, decidiu retirar-se para Gembloux.

### Ação de Parma

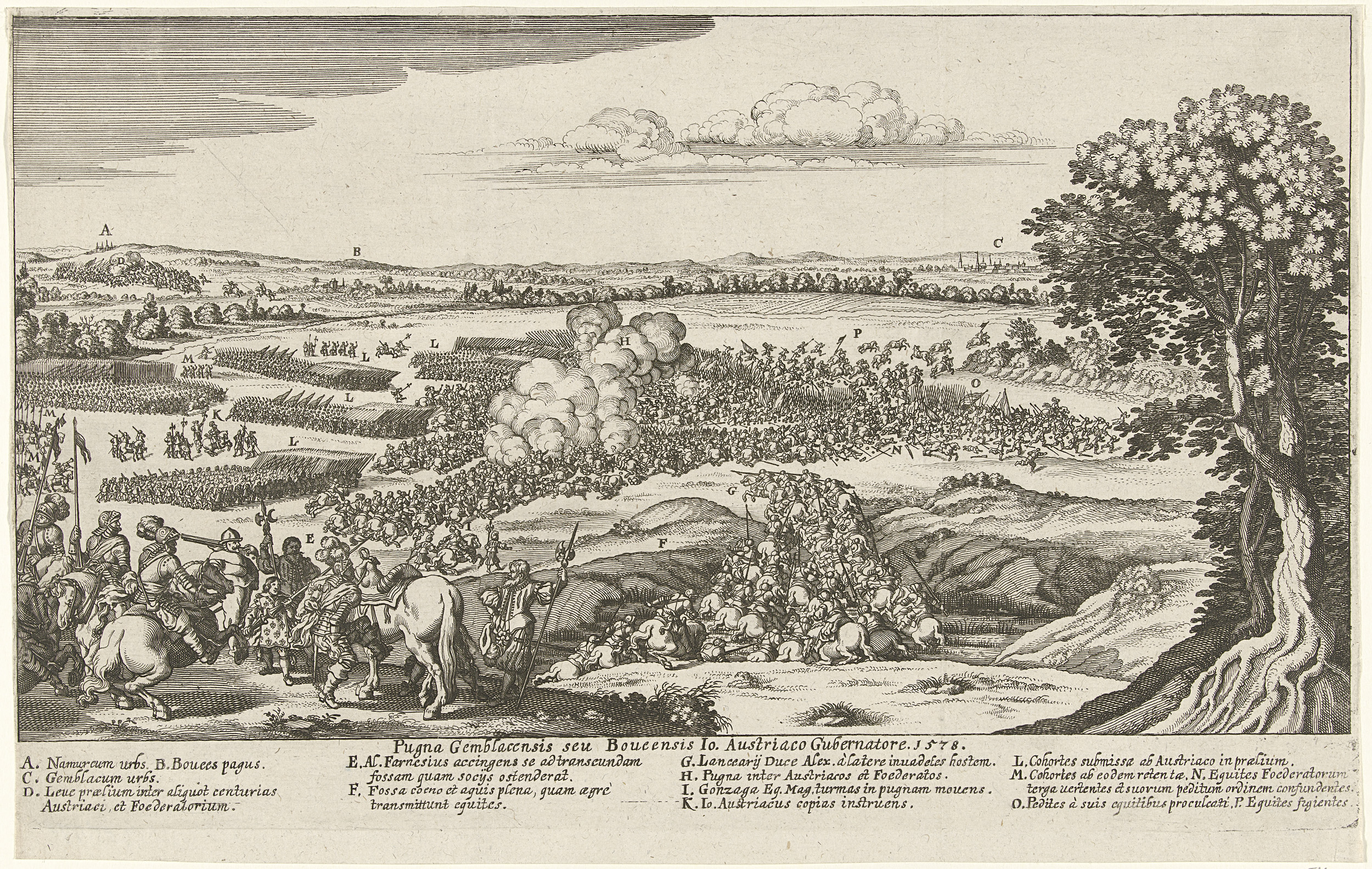
A Batalha de Gembloux por Johann Wilhelm Baur

Na madrugada de 31 de janeiro, o exército espanhol marchou em direção ao exército rebelde, com a cavalaria comandada por Ottavio Gonzaga na vanguarda, seguida por mosqueteiros e infantaria comandados por Dom Cristóbal de Mondragón, e depois o grosso do exército liderado por Dom João de Áustria e Dom Alexandre Farnésio. A retaguarda era comandada pelo Conde de Mansfeld.
A cavalaria espanhola cruzou o rio Mosa e fez contato com a retaguarda do exército rebelde em retirada. Com a maior parte do exército espanhol ainda ao sul do Mosa, João enviou mensagens à sua cavalaria, agora comandada por Alexandre, para não se aproximar muito do inimigo até a chegada do resto da força espanhola. No entanto, a cavalaria avançou tão rápido e tão longe que não seria capaz de recuar com segurança. Alexandre viu uma oportunidade de surpreender os rebeldes e lançou um ataque de cavalaria após ver o mau estado das forças inimigas. Após vários confrontos com a cavalaria da retaguarda holandesa, os espanhóis os derrotaram e eles fugiram em direção ao corpo principal do exército holandês, causando um enorme pânico entre essas tropas. A maior parte do exército rebelde se desintegrou, com a cavalaria de Parma abatendo muitos soldados enquanto eles fugiam.

### Destruição do exército dos Estados Gerais
O exército holandês tentou se reagrupar, mas um canhão e suas munições explodiram, causando muitas mortes e renovado pânico. Enquanto isso, parte das tropas rebeldes, principalmente holandeses e escoceses liderados pelo coronel Henry Balfour, tentaram tomar posições defensivas, mas não conseguiram resistir aos mosqueteiros e piqueiros liderados por João, Mondragón e Gonzaga. A vitória espanhola foi completa. De Goignies e um grande número de seus oficiais foram capturados, junto com trinta e quatro bandeiras e estandartes, além de toda a artilharia e suprimentos do exército holandês. 6.000 soldados rebeldes foram mortos, com centenas de prisioneiros. As baixas espanholas, no entanto, foram mínimas, com apenas 12 mortos e alguns feridos. Cerca de 3.000 rebeldes alcançaram Gembloux e fecharam os portões, mas após negociações eles se renderam aos espanhóis em 5 de fevereiro, poupando a cidade de um saque.

## Consequências

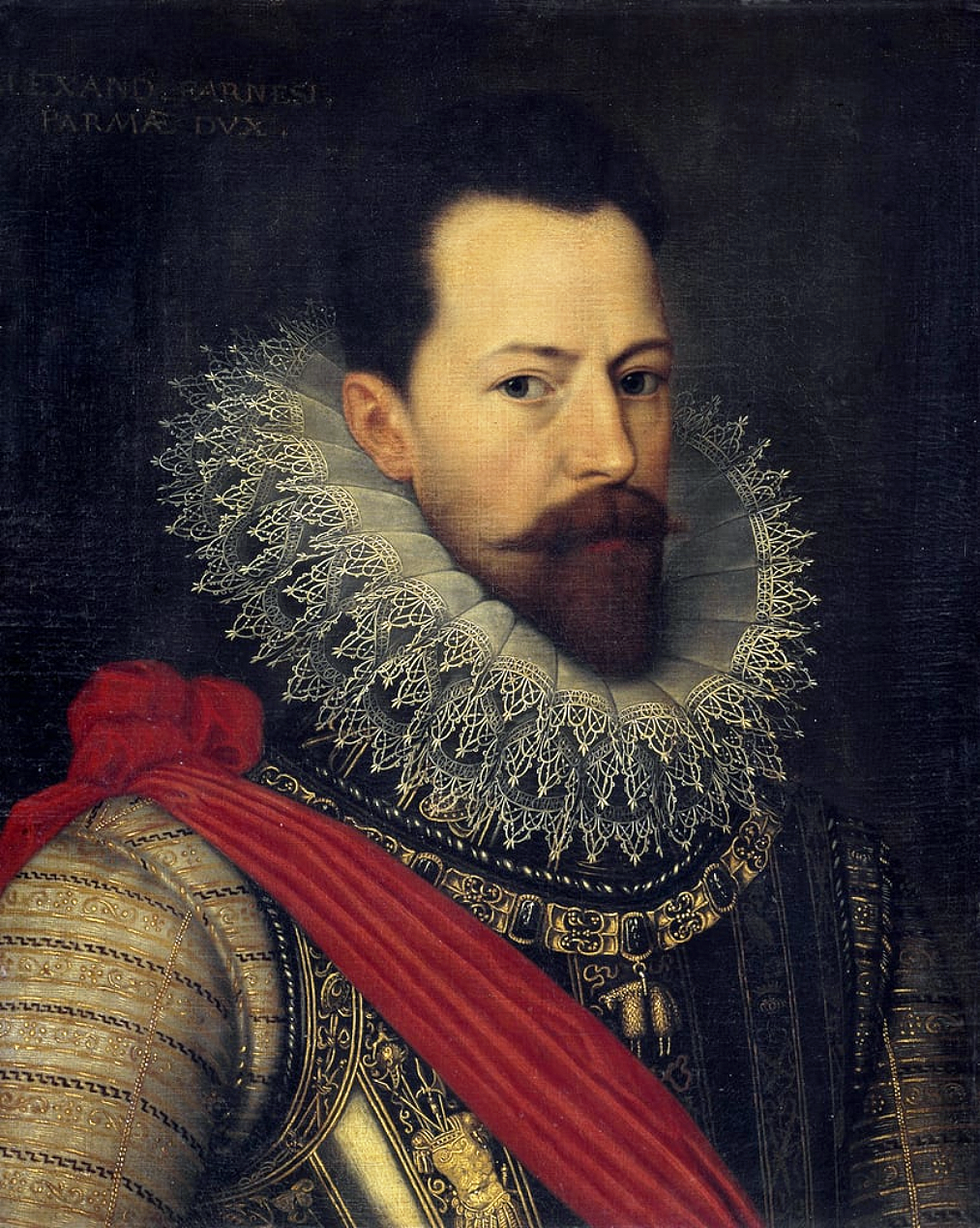
Retrato de Dom Alexandre Farnésio por Otto van Veen.

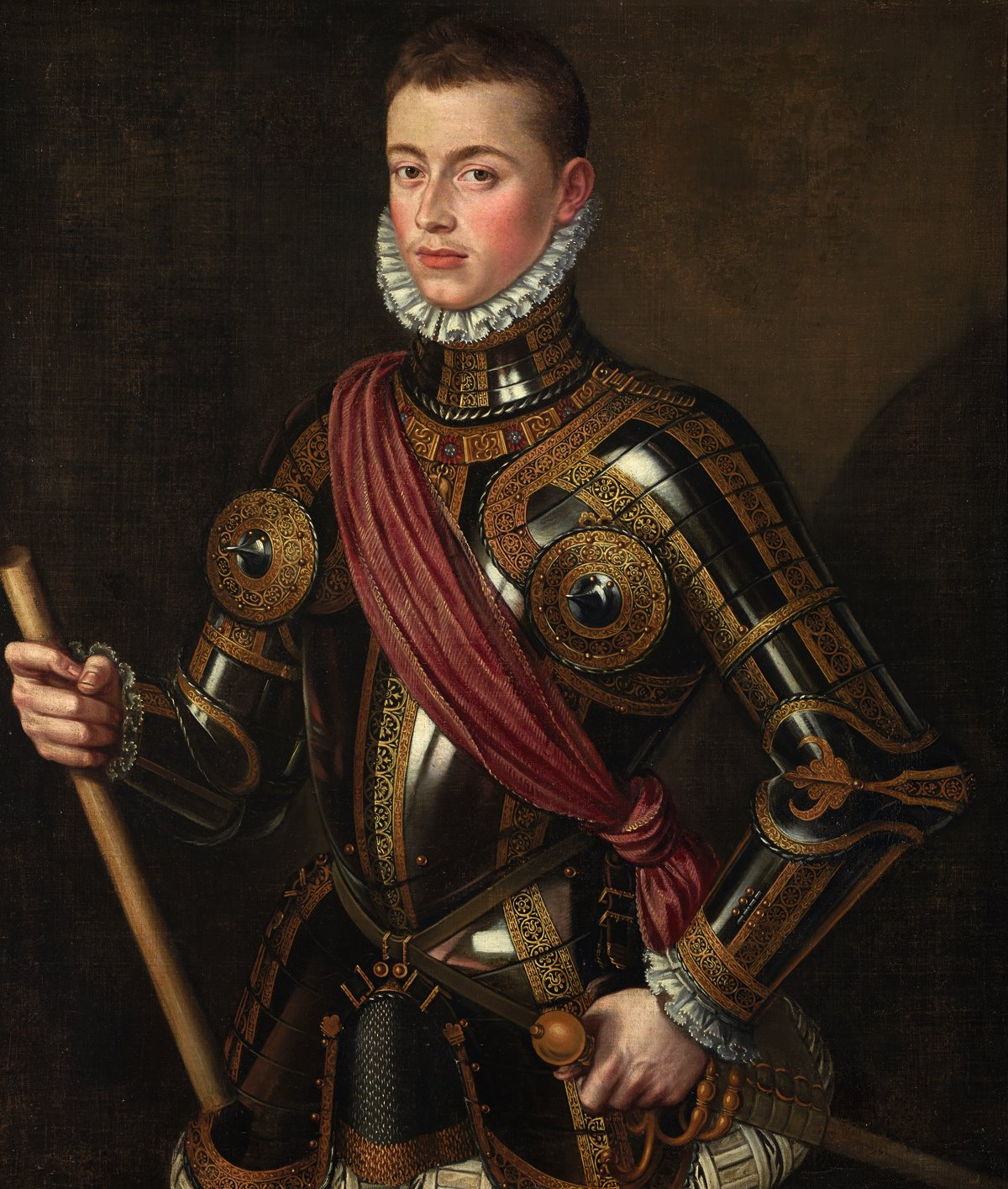
Retrato de Dom João de Áustria, Governador-Geral dos Países Baixos Espanhóis.

A derrota em Gembloux levou à pressão militar sobre Bruxelas, fazendo com que os Estados Gerais dos Países Baixos partissem e se mudassem para Antuérpia. O Príncipe Guilherme de Orange, líder da revolta, também saiu junto com seu governador nominal, Matias de Áustria (futuro Sacro Imperador Romano), que aceitou o cargo de governador-geral pelos Estados Gerais, embora não tenha sido reconhecido por seu tio, Filipe II da Espanha. A vitória de João também significou o fim da União de Bruxelas e acelerou a desintegração da unidade das províncias rebeldes.
João morreu nove meses após a batalha, provavelmente de tifo, em 1 de outubro de 1578. Ele foi sucedido por Farnese como governador-geral (último desejo de João confirmado por Filipe II), que à frente do exército espanhol reconquistou grandes partes dos Países Baixos nos anos seguintes.
Em 6 de janeiro de 1579, as províncias leais à Monarquia Espanhola assinaram a União de Arras, expressaram sua lealdade a Filipe II e reconheceram Farnese como Governador-Geral da Holanda. Em contrapartida, as províncias leais à causa protestante assinaram a defensiva União de Utrecht.